# Boynton v. Virginia
 (novembre 2021).
Si vous disposez d'ouvrages ou d'articles de référence ou si vous connaissez des sites web de qualité traitant du thème abordé ici, merci de compléter l'article en donnant les références utiles à sa vérifiabilité et en les liant à la section « Notes et références ».

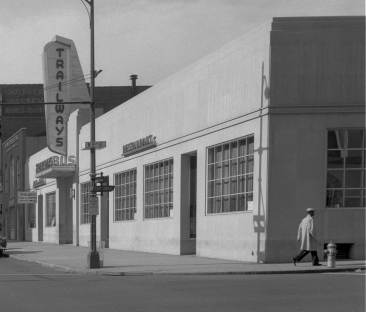
Vue de la Trailways Station, à Richmond en Virginie en octobre 1960.

Boynton v. Virginia, 364 U.S. 454, est une décision historique de la Cour suprême des États-Unis. L'affaire a annulé un jugement condamnant un étudiant en droit afro-américain pour avoir commis une violation de domicile en se trouvant dans un restaurant d'une gare routière qui était réservé aux Blancs. La Cour a estimé que la ségrégation raciale dans les transports publics était illégale, car elle violait la loi sur le commerce interétatique, qui interdit de manière générale la discrimination dans le transport interétatique de passagers. Elle a en outre estimé que le transport par bus était suffisamment lié au commerce interétatique pour permettre au gouvernement fédéral des États-Unis de le réglementer afin d'interdire la discrimination raciale dans ce secteur.
Thurgood Marshall a plaidé l'affaire pour Boynton. L'opinion majoritaire a été rédigée par le juge Hugo Black.

## Portée
L'importance de l'arrêt Boynton ne réside pas dans sa conclusion, car il a réussi à éviter de trancher toute question constitutionnelle dans sa décision, et sa lecture expansive des pouvoirs fédéraux en matière de commerce interétatique était également bien établie à l'époque de la décision. Son importance réside dans le fait que son interdiction de la ségrégation raciale dans les transports publics a directement conduit à un mouvement appelé les Freedom Riders, dans lequel des Afro-Américains et des Blancs ont emprunté ensemble divers moyens de transport public dans le Sud pour contester les lois ou coutumes locales qui imposaient la ségrégation. Les Freedom Rides, et les réactions violentes qu'elles ont provoquées, ont incité le procureur général Robert F. Kennedy à confronter la Commission du commerce interétatique (CCI) au fait qu'elle n'avait pas appliqué une décision de déségrégation des bus qu'elle avait rendue en 1955, Sarah Keys v. Carolina Coach Company, 64 MCC 769, ainsi que l'affaire de déségrégation des trains correspondante, National Association for the Advancement of Colored People v. St. Louis-Santa Fe Railway Company, 297 ICC 335. En présentant à la Commission ses propres décisions dans une pétition du 29 mai 1961, Kennedy a pu l'inciter à faire ce qu'elle avait promis en 1955, cinq ans avant que la décision Boynton ne soit rendue, et six ans avant que les Freedom Riders ne se mettent à tester Boynton dans le Sud profond. Le 22 septembre 1961, l'ICC a publié des règlements qui mettaient en œuvre les décisions de 1955 de Keys et de la National Association for the Advancement of Colored People, ainsi que la décision de la Cour suprême dans l'affaire Boynton, et le 1er novembre, ces règlements sont entrés en vigueur, mettant effectivement fin à la politique Jim Crow dans les transports publics.